# Ptilodactyla australis
Ptilodactyla australis là một loài bọ cánh cứng trong họ Ptilodactylidae. Loài này được Bourgeois miêu tả khoa học năm 1884.